# 阿诺德·格塞尔
阿诺德·格塞尔博士（Arnold Lucius Gesell，1880年6月21日 - 1961年5月29日），中文翻譯：葛塞爾或蓋塞爾。是一名美国心理学家和儿科医生，也是儿童发展研究领域的先驱。

## 生平

### 早年
格塞尔出生在威斯康星州的Alma。他是家中5个孩子中的长子，父母是摄影师和教师，都对教育感兴趣。观察弟妹的学习与成长帮助他建立起对儿童的兴趣。

### 求學
1896年中学毕业以后，格塞尔计划成为一名教师，进入Stevens Point师范学校，在那里，他的同事、克拉克大学毕业的Edgar James Swift激起了格塞尔对心理学的兴趣。他暂时担任中学教师，然后又进入麦迪逊威斯康星大学（University of Wisconsin–Madison）学习，在那里学习Frederick Jackson Turner的历史课和Joseph Jastrow任教的心理学课程，后者在威斯康星大学创建了心理学实验室。1903年，格塞尔获得威斯康星大学哲学学士学位。他担任教师和中学校长，然后又继续在克拉克大学接受教育，该校受到校长斯坦利·霍尔的强烈影响，他是初期心理学领袖，开创儿童研究运动。

### 學術
1906年，格塞尔获得克拉克的哲学博士学位。他在纽约市和威斯康星的一些教育设施工作，后来克拉克的同学Lewis Terman帮他在洛杉矶州立师范学校获得教授职位，在那里他遇见同事 Beatrice Chandler，他们结婚了，后来他们生了一个女儿和一个儿子。他在学校里与心理无能者共处多时，例如在Henry H. Goddard开办的新泽西葡萄园师范学校，于是发展起对研究心理无能儿童的兴趣。
格塞尔决心成为一名医生，进入威斯康星大学医学院学习，后来成为耶鲁大学助理教授，研究医学。他发展了儿童发展门诊。1915年获得医学博士学位。最终他成为耶鲁大学的全职教授。他也担任康涅狄格州学校董事会的教育心理学者。 

## 理論與研究
格塞尔在研究中使用最新技术。他对许多儿童进行了研究，包括印度狼孩卡瑪拉Kamala。他也研究幼小的动物，包括猴子。
作为一名心理学家，格塞尔认识到自然与教育都极为重要，他警告其他人不要过快将心理无能归因于特殊原因。他相信人类行为的许多方面，例如用左右手的习惯和气质是遗传获得的。他理解儿童适合父母，以及彼此适合。他认为一个全国幼儿园体系将有益于美国。